# Camponotus aurelianus
Camponotus aurelianus är en myrart som beskrevs av Auguste-Henri Forel 1912. Camponotus aurelianus ingår i släktet hästmyror, och familjen myror. Inga underarter finns listade.